# 현대 스쿠프
현대 스쿠프(Hyundai Scoupe)는 현대자동차가 만든 대한민국산 자동차 최초의 쿠페이다. 차명인 스쿠프는 Sports와 Coupe의 합성어로, 특종을 의미하는 scoop와 동음이다. 엑셀(X2)을 바탕으로 만든 쿠페 타입의 쇼 카가 1989년에 개최된 도쿄 모터쇼에 SLC(Sports-looking Car)라는 차명으로 참고 출품되었고, 양산형으로 이어진 것이 스쿠프이다.

## 1세대(SLC)

### 스쿠프(1990년2월~1992년6월)

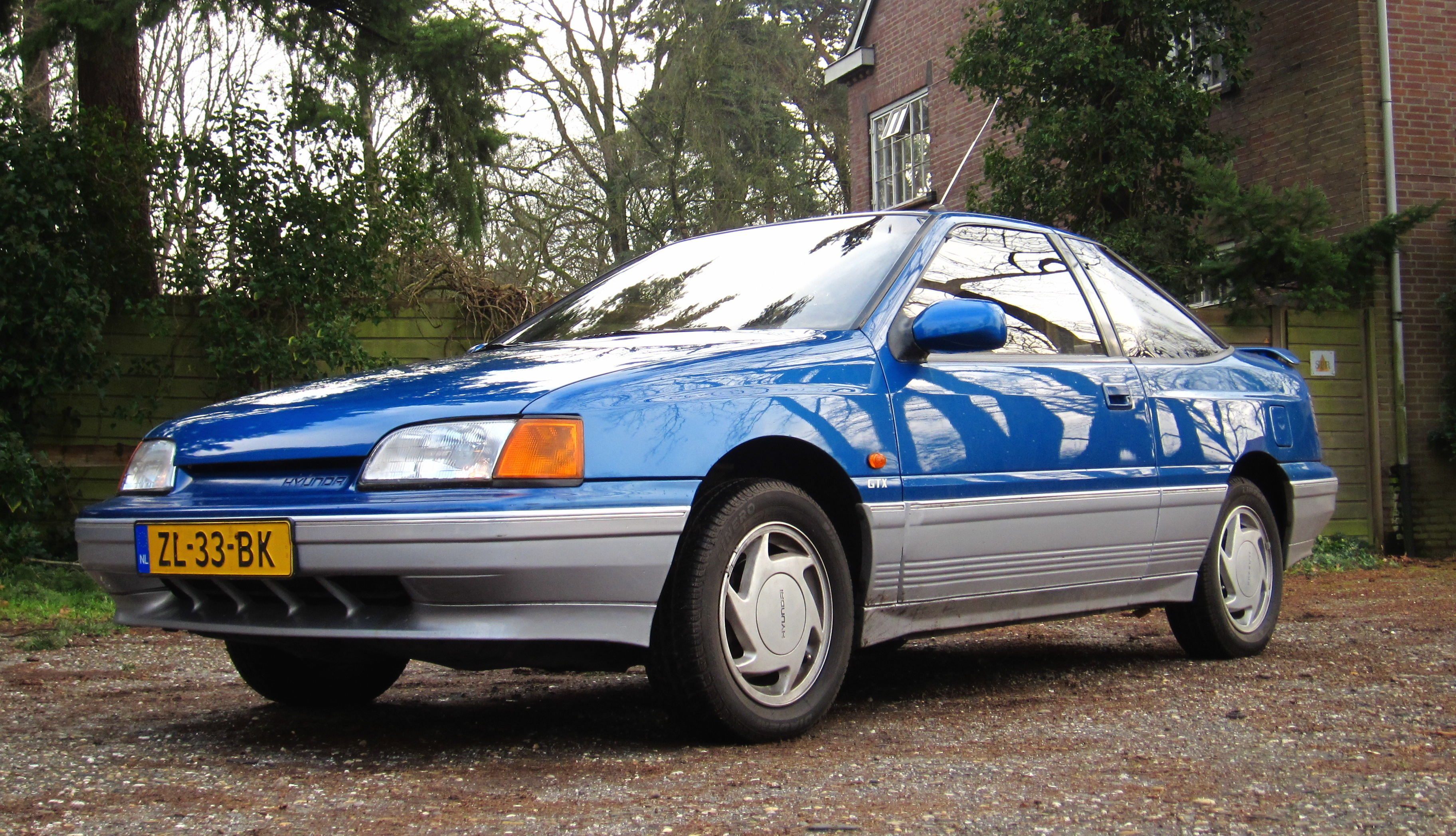
현대 스쿠프 정측면

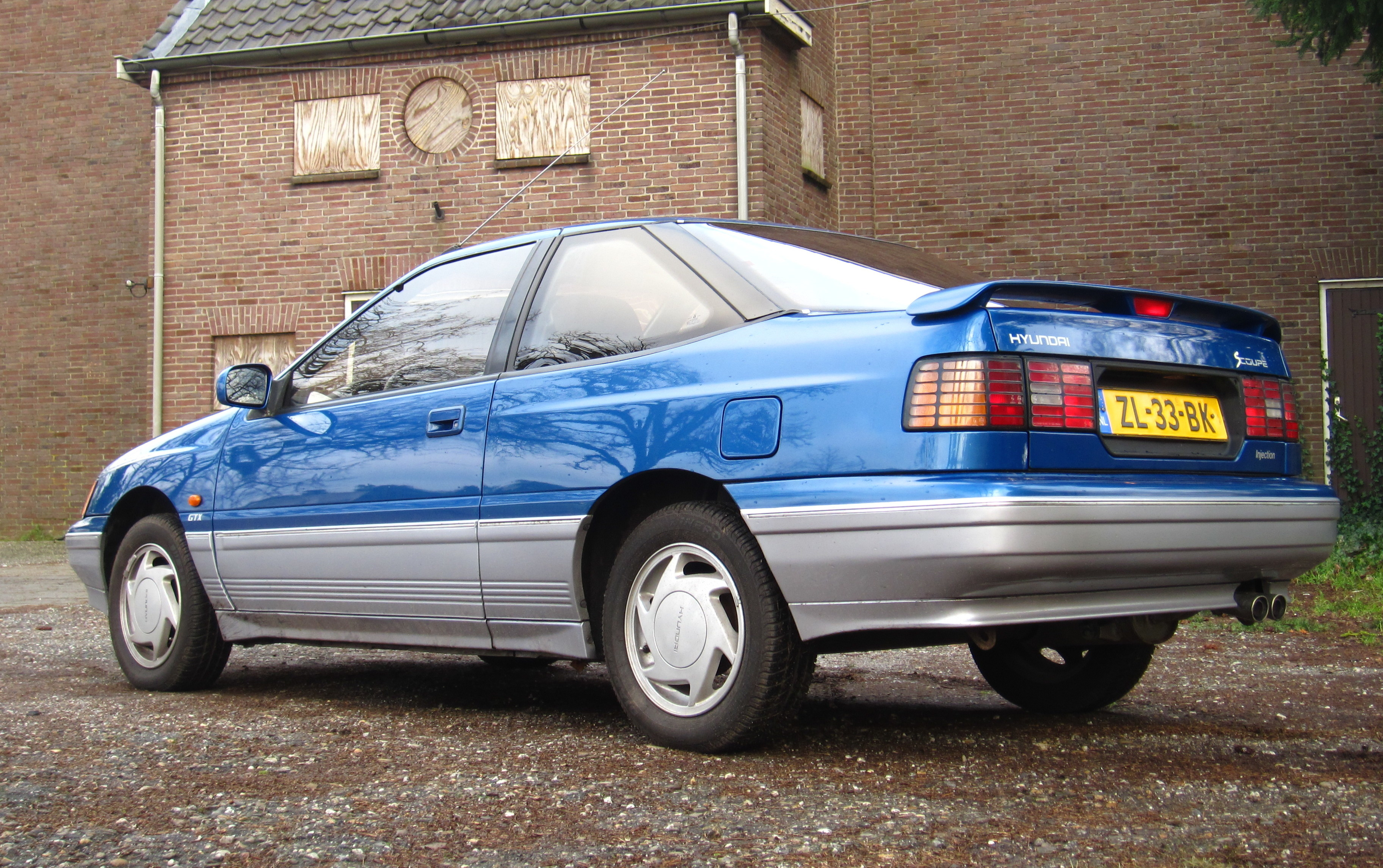
현대 스쿠프 후측면

SLC(Sports Looking Car)’라는 프로젝트명으로 개발된 스쿠프는 엑셀(X2)을 바탕으로 제작되으며 총 개발비용은 521억 원이다. 1990년 2월 20일에 출시되었으며 출시 한 달 만에 계약 대수 5,000대를 돌파했다. 스포티한 스타일과 플로팅 루프 C필러, 그리고 당시 국산차중에서는 최고수준의 공기저항계수 Cd 0.30는 당시 구매 고객 중 20대가 32.2%, 30대가 50.1%일 정도로 젊은층에게 큰 인기를 끈 요인이 되었다. 출시 당시에는 엑셀에 탑재되던 미쓰비시의 1.5L 오리온 MPI 엔진이 장착되었고, 가속력 및 등판능력을 높이기 위해 최종감속비를 4.021에서 4.322로 높였다. 프론트 뷰는 같은 시기에 판매된 엑셀(X2), 쏘나타(Y2)와 통일성을 이루었다. 초기 모델의 경우 제로백 12.1초에 최고시속 174km/h의 성능을 발휘한다. 현대자동차는 1984년 7월부터 마북리연구소에서 독자적인 엔진과 트랜스미션을 개발했다. 알파(α)라는 이름으로 시작된 이 엔진 프로젝트에서 현대는 설계만 288번이나 바꾸는 등 수많은 진통을 겪었다. 특히 양립하기 어려운 연비와 출력 가운데서 현대 개발진들은 출력을 택했고, 그래서 탄생한 것이 싱글캠에 실린더 당 흡기 2, 배기 1개의 3밸브를 단 알파 엔진이었다. 이와 함께 1986년 11월 설계를 시작한 수동 및 자동 트랜스미션도 1990년 9월에 개발을 끝냈다. 이후 1991년 5월 1일부터 현대자동차의 고유 설계 엔진인 1.5L 알파 엔진이 쓰이기 시작하였는데, 최고 출력 102마력, 최고 속도 180km/h, 정지 상태에서 100km/h까지 도달하는 시간은 11.1초였다. 이후 이 엔진에 미국 가레트 T-2 터보 차저, 인터쿨러를 더한 스쿠프 터보가 그해 10월 1일부터 판매되었다. 대한민국산 승용차 최초의 터보 엔진을 장착한 스쿠프 터보는 재로백 8.00초에 최고 속도가 220km/h이었다. 높아진 출력에 대응하여 등속 조인트를 쏘나타에서 가져왔으며 토크 스티어를 방지를 위해 센터 드라이브 샤프트를 추가 장착, 등속 조인트 길이를 대칭으로 맞추었다. 다만 인터쿨러가 없기에 엔진출력은 외부 온도에 크게 영향을 받았으며 엔진 과열문제도 있었다. 브레이크는 전륜 V 디스크와 후륜 드럼 브레이크가 장착되었으며 X자형 시스템으로 한쪽 라인에 이상이 생겨도 나머지가 정상작동이 가능하게 했다. 브레이크 부스터는 9인치 부스터를 사용한다. 휠은 알류미늄 휠이 옵션으로 장착되고 타이어는 초편평 60시리즈 (R60)가 장착되 코너링시의 타이어의 변형을 최대한 줄였다. 외부 옵션으로는 전동식 사이드 미러, 틸트 타입 선루프, 윙 타입 리어 스포일러와 리어 가니시가, 투톤 사이드 가니시가 있다. 내부 옵션은 4단 전자식 자동 변속기와 파워/틸트 스티어링, ETR 오디오, 운전석 요추 받침대, 원터치 버튼식 파워 윈도우가 장착되었다. 또한 5마일 범퍼를 장착하여 5마일(8km/h)으로 물체와 충돌해도 원형을 유지하고 보수비용을 최소화했다. 스쿠프 국내 1호차는 이후 차량 개발자가 소유하였으나, 현대자동차가 박물관 전시를 위하여 매입하여 현재 보관하고 있다. 스쿠프가 당시 국산차 시장에서 주목받은 특징으로는 대한민국 자동차 회사에서는 최초로 자사에서 개발한 1.5L 알파 엔진과 국산차 최초로 터보 차저가 탑재된 가솔린엔진이 있다.

#### 라인업
| 구분   | 1.5L 가솔린 | 1.5L 터보 가솔린    |
| ------ | ----------- | ------------------- |
| 스쿠프 | 고급형 LS   | 고급형 터보 LS 터보 |

제원
| 구분                 | 1.5L 오리온                           | 1.5L 알파                       | 1.5L 알파 터보                 |
| -------------------- | ------------------------------------- | ------------------------------- | ------------------------------ |
| 전장 (mm)            | 4,215                                 | 4,215                           | 4,215                          |
| 전폭 (mm)            | 1,625                                 | 1,625                           | 1,625                          |
| 전고 (mm)            | 1,330                                 | 1,330                           | 1,330                          |
| 축거 (mm)            | 2,385                                 | 2,385                           | 2,385                          |
| 윤거 (전, mm)        | 1,390                                 | 1,390                           | 1,390                          |
| 윤거 (후, mm)        | 1,340                                 | 1,340                           | 1,340                          |
| 승차 정원            | 5명                                   | 5명                             | 5명                            |
| 변속기               | 수동 5단 자동 4단                     | 수동 5단 자동 4단               | 수동 5단                       |
| 서스펜션 (전/후)     | 맥퍼슨 스트럿/세미 트레일링 암        | 맥퍼슨 스트럿/세미 트레일링 암  | 맥퍼슨 스트럿/세미 트레일링 암 |
| 구동 형식            | 전륜 구동                             | 전륜 구동                       | 전륜 구동                      |
| 엔진 형식            | G4DJ                                  | G4EK                            | G4EK                           |
| 연료                 | 가솔린                                | 가솔린                          | 가솔린                         |
| 배기량 (cc)          | 1,468                                 | 1,495                           | 1,495                          |
| 최고 출력 (ps/rpm)   | 97/5,500 (이후 90/5,500으로 변경)     | 102/5,500                       | 142/5,500                      |
| 최대 토크 (kg*m/rpm) | 14.3/3,000 (이후 13.5/3,000으로 변경) | 14.5/4,000                      | 24.2/4,500                     |
| 최고 속도 (km/h)     | 173(수동 5단)                         | 180(수동 5단) 168(자동 4단)     | 220(수동 5단)                  |
| 연비 (km/L)          | 15.4(수동 5단)/ 13.21(자동 4단)       | 16.4(수동 5단)/ 12.71(자동 4단) | 14.12(수동 5단)                |

### 뉴 스쿠프(1992년6월~1996년4월)

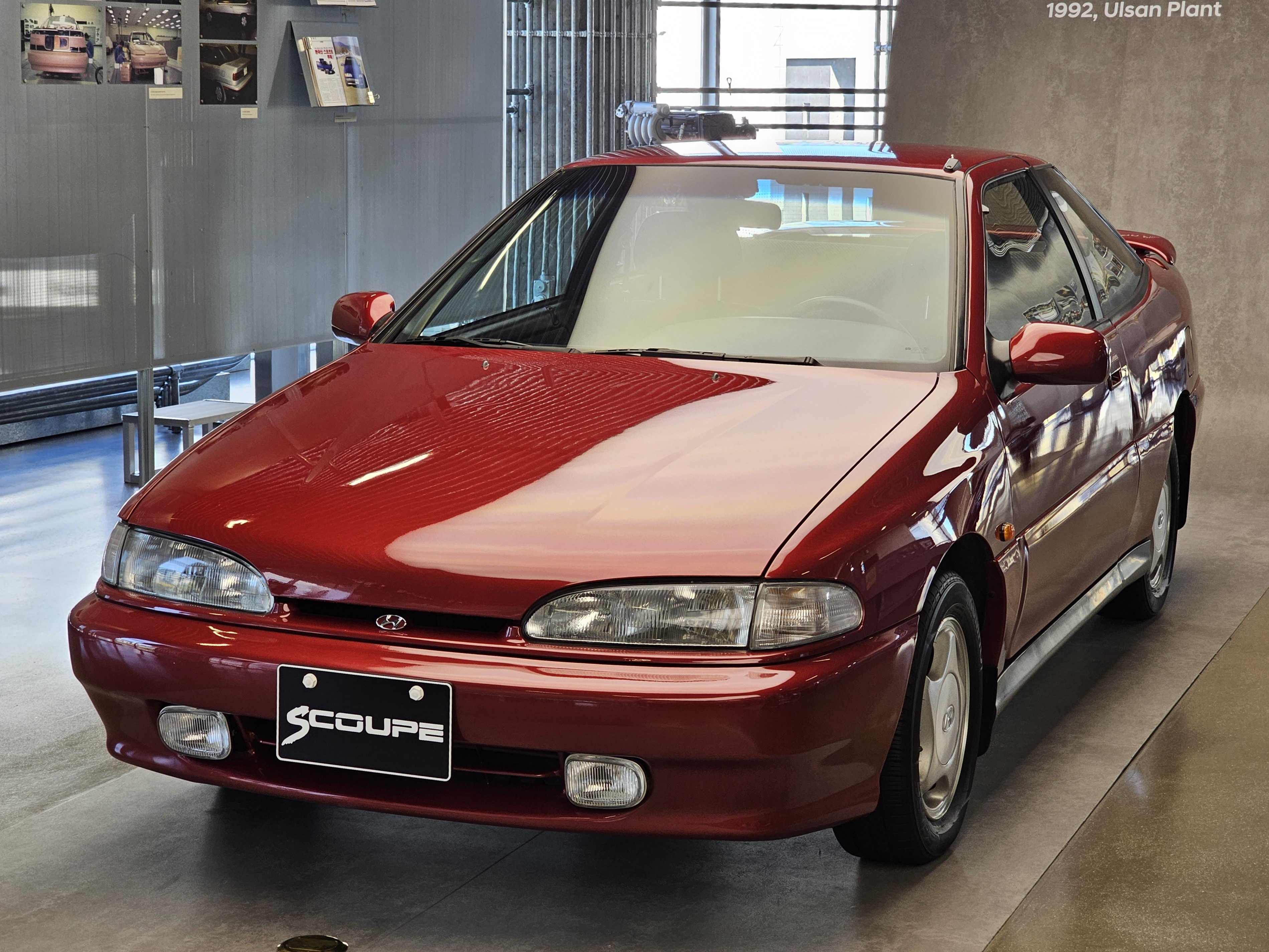
현대 뉴 스쿠프 정측면

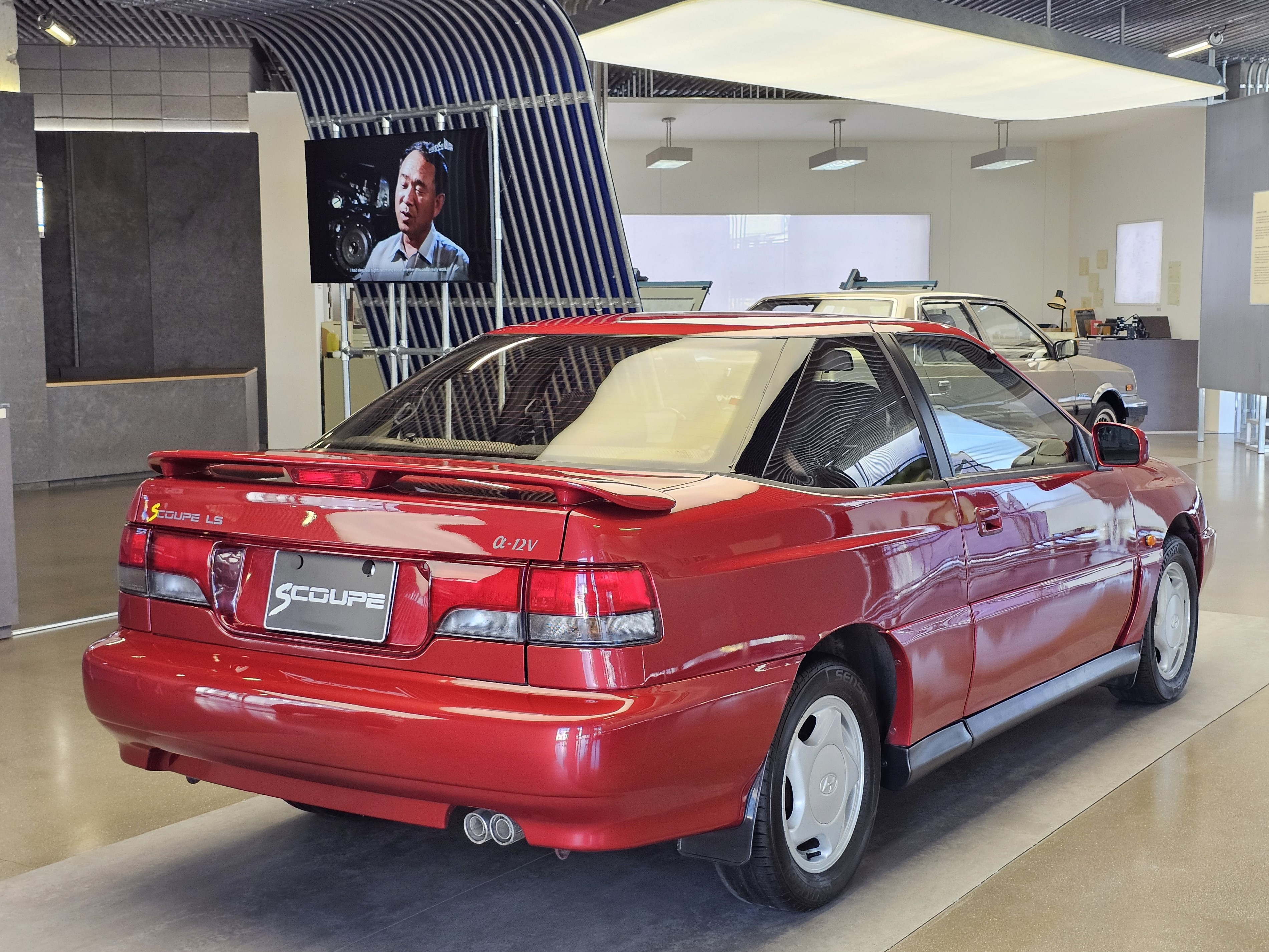
현대 뉴 스쿠프 후측면

1992년 6월 11일에 페이스 리프트를 거쳐 헤드램프와 리어램프가 가로로 길어졌고 도어 몰딩 아래에 두툼한 스커트를 덧대었다. 프론트 뷰는 뉴 쏘나타(Y2)와 통일성을 이루었고, 고급형, 고급형 터보, LS, LS 터보 등 네 가지 트림으로 나왔다. 같은 해 미국에서 열린 파이크스 피크 힐 랠리에서 우승하기도 하였으며, 이 차량은 울산 공장 홍보관에 전시되고 있다. 기존의 스쿠프와 성능은 동일하나 계기판에 터보부스트 게이지가 추가되었으며 칼라시트가 새로 장착되었다. 에어로 다이나믹 범퍼와 에어댐이 추가되어 공력성능 항샹과 고강도 도어 세이프티 빔 또한 추가되어 측면 안전성을 항샹시켰다. 1993년 4월에는 뉴욕 모터쇼에 컨버터블이 선보이기도 했지만 양산되지는 못했다. 세계적으로 컨버터블 시장의 상황이 그다지 좋지 않았고, 소형차인 엑셀을 베이스로 한 탓에 섀시의 내구성과 강성 확보에 한계가 있었기 때문이다. 스쿠프는 1995년 6월까지 6년간 모두 24만2천441대가 생산되었으며, 이후 1996년 4월에 아반떼(J2)를 베이스로 한 윗 등급의 스포츠 쿠페인 티뷰론이 출시되었다. 출시 당시 드라마 질투 등에 PPL로 제공되는 방식으로 노출되어 젊은이들에게 많은 관심을 불러 일으켰다. 또한 상당수의 스쿠프가 국내 레이스에 출전했고 그 당시 대한민국에서 생산되는 자동차중 유일한 스포츠 지향 승용차이며 과급기가 장착된 차량이였기에 경기장에서도 상당한 성공을 거두었다.

#### 라인업
| 구분      | 1.5L 가솔린 | 1.5L 터보 가솔린    |
| --------- | ----------- | ------------------- |
| 뉴 스쿠프 | 고급형 LS   | 고급형 터보 LS 터보 |

제원
| 구분                 | 1.5L 알파                       | 1.5L 알파 터보                 |
| -------------------- | ------------------------------- | ------------------------------ |
| 전장 (mm)            | 4,215                           | 4,215                          |
| 전폭 (mm)            | 1,625                           | 1,625                          |
| 전고 (mm)            | 1,330                           | 1,330                          |
| 축거 (mm)            | 2,385                           | 2,385                          |
| 윤거 (전, mm)        | 1,390                           | 1,390                          |
| 윤거 (후, mm)        | 1,340                           | 1,340                          |
| 승차 정원            | 5명                             | 5명                            |
| 변속기               | 수동 5단 자동 4단               | 수동 5단                       |
| 서스펜션 (전/후)     | 맥퍼슨 스트럿/세미 트레일링 암  | 맥퍼슨 스트럿/세미 트레일링 암 |
| 구동 형식            | 전륜 구동                       | 전륜 구동                      |
| 엔진 형식            | G4EK                            | G4EK                           |
| 연료                 | 가솔린                          | 가솔린                         |
| 배기량 (cc)          | 1,495                           | 1,495                          |
| 최고 출력 (ps/rpm)   | 102/5,500                       | 129/5,500                      |
| 최대 토크 (kg*m/rpm) | 14.5/4,000                      | 18.3/4,500                     |
| 최고 속도 (km/h)     | 180(수동 5단) 168(자동 4단)     | 205(수동 5단)                  |
| 연비 (km/L)          | 16.4(수동 5단)/ 12.71(자동 4단) | 14.12(수동 5단)                |

## 스포츠카 논란
스쿠프가 초기 참고 출품되었을 당시의 명칭인 SLC(Sports Looking Car)와 발매 당시 홍보물을 통하여 정의한 스포츠 패션카라는 표현의 모호함에 힘입어서 이 차가 스포츠카인가 하는 논란이 있었다. 스포츠카가 아니라고 주장하는 측에서는 주로 비슷한 시기의 판매된 다른 스포츠카에 비하여 현저히 낮은 주행 성능과 전륜구동 방식을 문제 삼고 있으며, 스포츠카라고 주장하는 측에서는 전륜구동 방식을 채택한 스포츠카(로터스 엘란 등)를 반례로 내세워 이야기가 진행된 바 있다. 이 논쟁은 비교적 주행 성능이 높아진 티뷰론과 투스카니에도 계속되었으나, 단순한 스포츠 쿠페에서 벗어난 후륜구동 방식의 제네시스 쿠페에 이르러서는 이와 유사한 이야기는 나오지 않는 것으로 보인다. 자동차 보험 업계에서는 스쿠프를 스포츠형 차종으로 분류하고 있으나, 같은 쿠페인 기아 포르테 쿱의 경우 일반 준중형차 보험료가 적용된다.

## 일상에서의 스쿠프
스쿠프는 드라마 질투에 PPL 방식으로 노출되어 젊은이들에게 많은 관심을 불러일으켰으며, 수요는 주로 대학생이나 20대 사회 초년생을 타깃으로 하였다. 젊은 세대들 사이에서는 센세이션을 일으키기도 하였으나, 한편으로는 몰상식한 젊은이들의 무모하고 잦은 곡예 운전과 폭주로 인해 교통 사고가 발생하여 여러 운전자의 목숨을 앗아가기도 하였다. 이 중에는 탤런트 석광렬도 1994년에 교통 사고로 인해 뇌사 상태 후 세상을 떠났는데, 당시 타고 있던 차량이 스쿠프였다. 스쿠프의 수는 감소하여 지금은 남아있는 차량이 매우 진귀하며, 현재 차량 부품도 단종되어 구하기 쉽지 않은 실정이어서 폐차장 등에서 부품을 공수하고 있다.